# Hospital Kwong Wai Shiu
El Hospital Kwong Wai Shiu (en chino: 廣惠肇留医院; en inglés: Kwong Wai Shiu Hospital) es un hospital privado de Singapur. Abrió sus puertas en 1910.
El Hospital Kwong Wai Shiu (KWSH) es una organización benéfica comprometida con la prestación de asistencia sanitaria de calidad a los enfermos y necesitados en Singapur. Con una dotación de personal de más de 200 empleados, KWSH ocupa 14 bloques en un complejo de 6 acres (24.000 m²). Sus instalaciones incluyen un departamento de pacientes internos (IPD), un departamento de pacientes externos (OPD), un Centro de Rehabilitación diaria (RDC) y un centro de medicina tradicional china (MTC).
La mayoría de los pacientes provienen de las familias de bajos ingresos cuyos cargos en el hospital están subvencionados.